# Massoutiera mzabi
Genre
Espèce
Statut de conservation UICN

 LC  : Préoccupation mineure
Le Goundi du Mzab (Massoutiera mzabi) une espèce de petits rongeurs de la famille des Ctenodactylidae, appelée aussi Goundi du Sahara comme Ctenodactylus vali,. Il s'agit de la seule espèce du genre Massoutiera. Cet animal occupe les milieux rocheux semi-désertiques qui s’étendent de la zone sahélienne (Niger, Mali et Tchad) jusqu’aux collines du Alger dans le Sahara algérien septentrional.

## Systématique
L'espèce a été décrite pour la première fois en 1881 par le zoologiste français Fernand Lataste (1847-1934) qui décrira aussi le genre Massoutiera en 1885.
Selon Mammal Species of the World (version 3, 2005)  (4 janv. 2013), Catalogue of Life (4 janv. 2013), ITIS (4 janv. 2013) :
- genre Massoutiera Lataste, 1885
  - espèce Massoutiera mzabi (Lataste, 1881)

### Pour le genre
- (en) Mammal Species of the World (3e  éd., 2005) :  Massoutiera   Lataste, 1885 (consulté le 4 janvier 2013)
- (en) Catalogue of Life : Massoutiera Lataste, 1885 (consulté le 11 décembre 2020)
- (fr + en) ITIS : Massoutiera  Lataste, 1885 (consulté le 4 janvier 2013)
- (en) Animal Diversity Web : Massoutiera (consulté le 4 janvier 2013)
- (en) NCBI : Massoutiera (taxons inclus) (consulté le 4 janvier 2013)
- (en) UICN : taxon  Massoutiera  (consulté le 7 janvier 2023)